# Mark Stanley
Mark Stanley   (Leeds, 29 d'abril de 1988) és un actor anglès. És conegut sobretot pels seus papers a Game of Thrones, Dickensian i com a Rob Hepworth a la tercera temporada de la sèrie de la BBC Happy Valley.

## Trajectòria
Mark Robert Speight va néixer a Leeds. Va estudiar a l'Allerton High School i a la Prince Henry's Grammar School d'Otley, on va començar a actuar. Es va graduar a la Guildhall School of Music and Drama el 2010.
Ha treballat en pel·lícules com ara La meva vida d'ara, Mr. Turner, Star Wars episodi VII: El despertar de la força, Un traïdor com els nostres i Los colonos.